# Капітоновське сільське поселення
Капіто́новське сільське поселення (рос. Капитоновское сельское поселение) — сільське поселення у складі Вяземського району Хабаровського краю Росії.
Адміністративний центр та єдиний населений пункт — село Капітоновка.

## Населення
Населення сільського поселення становить 529 осіб (2019; 488 у 2010, 551 у 2002).